# Lom-et-Djérem
Lom-et-Djérem ist ein Département der Region Est in Kamerun.
Auf einer Fläche von 26.345 km² leben nach der Volkszählung 2001 228.691 Einwohner. Die Hauptstadt ist Bertoua.

## Gemeinden
- Bélabo
- Bertoua
- Bétaré-Oya
- Diang
- Garoua-Boulaï
- Mandjou
- Ngoura